# Отворено првенство Ченаја у тенису 2015.
Отворено првенство Ченаја у тенису 2015 (познати и под називом 2015 Aircel Chennai Open) је био тениски турнир који припада АТП 250 категорији у сезони 2015, који се играо на тврдој подлози. То је било 20. издање турнира који се играо у Ченају у Индији на СДАТ тениском стадиону од 5-11. јануара 2015.
Рекордну трећу шампионску титулу на овом издању турнира је освојио Швајцарац Станислас Вавринка, који је у финалу победио Словенца Аљажа Беденеа. Беденеу је то било прво АТП финале у каријери и постао је први квалификант који је дошао до финала тениског турнира у Ченају у његовој 20-годишњој историји.

## Поени и новчане награде

### Поени
| Конкуренција | П   | Ф   | ПФ | ЧФ | 2К | 1К  | КВ  | КВ3 | КВ2 | КВ1 |
| Појединачна  | 250 | 150 | 90 | 45 | 20 | 0   | 12  | 6   | 0   | 0   |
| Парови       | 250 | 150 | 90 | 45 | 0  | Н/Д | Н/Д | Н/Д | Н/Д | Н/Д |

### Новчане награде
| Конкуренција | П       | Ф       | ПФ      | ЧФ      | 2К     | 1К     | КВ   | КВ3  | КВ2 |
| Појединачна  | $72,490 | $38,180 | $20,680 | $11,785 | $6,940 | $4,115 | $665 | $320 | Н/Д |
| Парови*      | $22,020 | $11,580 | $6,270  | $3,590  | $2,100 | Н/Д    | Н/Д  | Н/Д  | Н/Д |

*по тиму

## Главни жреб појединачне конкуренције

### Носиоци
| Држава | Играч                 | Позиција1 | Носилац |
| ------ | --------------------- | --------- | ------- |
| ШВА    | Станислас Вавринка    | 4         | 1       |
| ШПА    | Фелисијано Лопез      | 14        | 2       |
| ШПА    | Роберто Баутиста Агут | 15        | 3       |
| БЕЛ    | Давид Гофен           | 22        | 4       |
| ШПА    | Гиљермо Гарсија-Лопез | 36        | 5       |
| TPE    | Лу Јен-сјун           | 38        | 6       |
| ШПА    | Марсел Гранољерс      | 46        | 7       |
| LUX    | Жил Милер             | 47        | 8       |

- 1 Позиције од 29. децембра 2014.

### Други учесници
Следећи играчи су добили специјалну позивницу за учешће у појединачној конкуренцији:
- Сомдев Деварман
- Рамкумар Раманатан
- Елијас Имер

Следећи играчи су ушли на турнир кроз квалификације:
- Аљаж Бедене
- Јевгениј Донској
- Виџај Сундар Прашант
- Лука Вани

Одустајања:
- Марсел Гранољерс (повреда колена - прво коло)

## Главни жреб конкуренције парова

### Носиоци
| Држава | Играч           | Држава | Играч         | Позиција1 | Носиоци |
| ------ | --------------- | ------ | ------------- | --------- | ------- |
| ЈАФ    | Равен Класен    | ИНД    | Леандер Паес  | 49        | 1       |
| НЕМ    | Андре Бегеман   | ХОЛ    | Робин Хасе    | 86        | 2       |
| ШВЕ    | Јохан Брунстрем | САД    | Николас Монро | 120       | 3       |
| АУТ    | Оливер Марах    | NZL    | Мајкл Винус   | 129       | 4       |

- 1 Позиције од 29. децембра 2014.

## Шампиони

### Појединачно
Станислас Вавринка је победио  Аљажа Беденеа са 6–3, 6–4
- Вавринки је ово била прва титула у сезони и осма у каријери.

### Парови
- Лу Јен-сјун /  Џонатан Мареј су победили  Равен Класен /  Леандер Паес са 6–3, 7-6(7–4)
- Луу је ово била прва титула у сезони и трећа у каријери.
- Мареју је ово била прва титула у сезони и друга у каријери.